# Grand Encampment, Wyoming
Grand Encampment, ofta förkortat Encampment, är en småstad (town) i Carbon County i södra Wyoming i USA. Staden hade 450 invånare vid 2010 års folkräkning.

## Geografi
Staden ligger vid Encampment River, en biflod till North Platte River, nära delstatsgränsen mot Colorado. Den mindre staden Riverside, Wyoming ligger omedelbart norr om Grand Encampment men är administrativt självständig.

## Historia
Staden hade omkring sekelskiftet 1900 en blomstrande koppargruva och ett smältverk. En 20 kilometer lång järnväg byggdes för att transportera malm från gruvan in till staden. I början av 1900-talet lades gruvan ned på grund av sjunkande priser och stora bränder i gruvan. Mellan 1950 och 1998 fanns ett större sågverk i staden.

## Kultur och sevärdheter
Staden har ett historiskt museum, med flera bevarade och rekonstruerade byggnader från stadens tidiga historia. I orten finns även Grand Encampment Opera House, som sätter upp lokala scenproduktioner. Fotografen Lora Webb Nichols bodde i staden från 1899 till 1935 och dokumenterade stadens historia och livet i den lilla pionjärstaden genom sitt omfattande fotoarkiv och sina dagböcker; hennes fotografiska arkiv med omkring 24 000 fotografier finns idag på University of Wyoming medan dagböckerna finns bevarade på Grand Encampment Museum.